# Gotje
Het Gotje is een steeg in Brugge.

## Beschrijving
Het straatje heeft de vorm van een winkelhaak. Het gaat om een oude benaming: de benaming "jegen 't Goetkyn" verschijnt al in 1305 in de stadsrekening. Goot of gootje, ook gesproken en geschreven als Gotje of Gotkin betekende "goot", maar ook waterafvoer, afvoerbuis of riool. Wellicht liep er een kleine aftakking van de Reie of misschien zelfs een buis van het middeleeuwse waterleidingnet waar Brugge over beschikte.